# Lilla Edet (comune)
Lilla Edet è un comune svedese di 12 579 abitanti, situato nella contea di Västra Götaland. Il suo capoluogo è la cittadina omonima.

## Località
Nel territorio comunale sono comprese le seguenti aree urbane (tätort):
- Göta
- Hjärtum
- Lilla Edet
- Lödöse
- Nygård